# ユーリー・ベレジュコ
- ユーリー・ベレシュコー

ユーリー・ヴィクトロヴィチ・ベレシュコ（ロシア語: Юрий Викторович Бережко, 1984年1月27日 - ）は、ロシアの男子バレーボール選手。コムソモリスク・ナ・アムーレ出身。元ロシア代表。

## 来歴
2001年、ロシア・スーパーリーグのネフチャニク・ヤロスラヴリへ入団。ジュニア代表として2003年ジュニア世界選手権に出場するもメダルを獲得できず5位に終わる。翌年ネフチャニクからディナモ・モスクワへ移籍した。
2005年にロシア代表のウイングスパイカーに選出され、同年6月25日の欧州リーグ・フィンランド戦で代表デビュー。2007年ワールドリーグ、欧州選手権の準優勝に貢献するとともに、それぞれベストスパイカー賞を受賞。ワールドカップで銀メダルを獲得し、2008年北京オリンピックでは銅メダルを獲得した。
2007-2008シーズンからキャプテンを務めたディナモ・モスクワでは、2度のリーグ優勝とカップ優勝の2冠（2006年、2008年）に貢献し、2009年にスーパーカップ2連覇を達成。CEVチャンピオンズリーグ・ファイナル4には2回（2007年、2010年）進出した。
2010年5月、イタリア・セリエAのモデナとの2年契約に合意し移籍。

## 球歴
- オリンピック - 2008年（銅メダル）、2012年（金メダル）
- ワールドカップ - 2007年（銀メダル）
- ワールドリーグ - 2007年、2010年（準優勝）、2008年、2009年（3位）
- 欧州選手権 - 2007年（準優勝）

## 所属クラブ
- ネフチャニク・ヤロスラヴリ（2001-2004年）
- ディナモ・モスクワ（2004-2010年）
- パッラヴォーロ・モデナ（2010-2011年）
- ゼニト・カザン（2011-2013年）
- ディナモ・クラスノダール（2013-2014年）
- ディナモ・モスクワ（2014-2021年）
- ガラタサライ（2021年）
- ゼニト・カザン（2021-2022年）
- ロコモティフ・ノヴォシビルスク（2022-2023年）
- Spor Toto（2023-）